# Chiesa di San Giovanni Battista (Melle, Italia)
La chiesa di San Giovanni Battista è la parrocchiale di Melle, in provincia di Cuneo e diocesi di Saluzzo; fa parte della zona pastorale di Verzuolo e Valle Varaita.

## Storia
La prima attestazione di una chiesa a Melle risale al 1292, quando era già sede parrocchiale; essa è poi menzionata nel 1318 e nel 1386, allorché risultava pagare il cattedratico in favore dei vescovi di Torino.
Il luogo di culto, passato alla diocesi di Saluzzo nel 1511, è poi citato nell'arco dei secoli XV, XVI e XVII nelle relazioni delle varie visite pastorali e negli atti relativi agli avvicendamenti dei parroci.
Nel settembre del 1712, durante la guerra di successione spagnola, le truppe francesi comandate dal duca di Berwick razziarono e depredarono la chiesa.
Nel 1792 monsignor Giacinto Sicardi, rilevando le condizioni della sagrestia, ne prescrisse il risanamento, cogliendo l'occasione poi per consigliare l'esecuzione di alcune altre risistemazioni minori della chiesa.
Nella prima metà dell'Ottocento la parrocchiale fu ricostruita; a partire dagli anni trenta di quel secolo ricevette più volte la visita del vescovo Giovanni Antonio Gianotti, che ne lasciò resoconti e descrizioni.
A partire dal 1899 iniziarono i progetti di restauro e di sopraelevazione del campanile, che furono effettivamente realizzati nel 1905.
Nel febbraio del 1941 alcune scosse sismiche provocarono alla parrocchiale alcuni danni, che dovettero successivamente essere sanati, e nel 1947 si procedette all'acquisto dell'organo e al ripristino del tetto della sagrestia.
Negli anni settanta fu condotto l'adeguamento liturgico secondo le usanze postconciliari mediante l'aggiunta dell'altare rivolto verso l'assemblea e dell'ambone; tra quel decennio e il successivo vennero realizzati numerosi altri interventi di restauro e di efficientamento.
Nel 2007 le volte, le pareti e le coperture furono interessate da un consolidamento.

## Descrizione

### Esterno
La facciata della chiesa, rivolta a occidente, presenta centralmente il portale d'ingresso, sormontato dal frontoncino curvilineo e da un oculo, e ai lati due finestre e altrettante raffigurazioni sacre; il prospetto è scandito da quattro lesene ioniche sorreggenti la trabeazione e il timpano triangolare.
A una dozzina di metri dalla parrocchiale si erge il campanile a base quadrata, la cui cella presenta su ogni lato una bifora ed è coperta dalla guglia piramidale.

### Interno
L'interno dell'edificio si compone di tre navate, separate da pilastri sorreggenti degli archi a tutto sesto e abbelliti da lesene sopra i cui capitelli si impostano le volte, a padiglione sulla navata centrale e a crociera su quelle laterali; al termine dell'aula si sviluppa il presbiterio, rialzato di un gradino, delimitato da balaustre e coperto dalla cupola ribassata.